# Roger Mortimer (1287–1330)

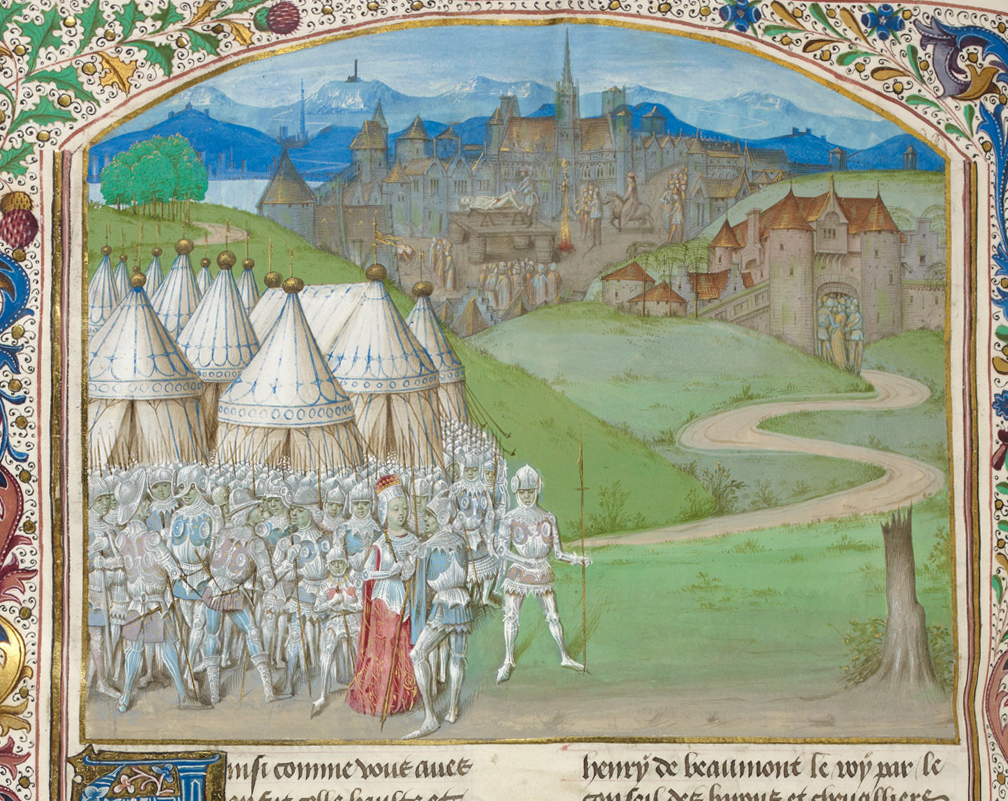
Roger Mortimer och Isabella av Frankrike. Illustration från 1400-talet.

Roger Mortimer, earl av March, född 25 april 1287 på Wigmore Castle i Herefordshire, död 29 november 1330 vid Tyburn i London, var en engelsk storman.
Mortimer var under Edvard II en tid lordlöjtnant på Irland. Då han gjorde uppror blev han tillfångatagen 1322 men rymde 1324 till Frankrike. Här träffade han Edvards gemål Isabella, vars älskare han blev från 1325. Båda gjorde 1326 uppror mot Edvard och dennes gunstling Hugh le Despenser. Edvard togs till fånga och avsattes. Under Edvard III:s minderårighet var Isabella och Mortimer de styrande, men deras vanstyre framkallade ett uppror, lett av Edvard III. Mortimer blev tagen till fånga i Nottingham och avrättades genom hängning.